# Géraldine Mentouopou
Géraldine Mentouopou (ur. 26 listopada 1986) – francuska judoczka. Startowała w Pucharze Świata w latach 2007-2015. Srebrna medalistka mistrzostw Europy w drużynie w 2006. Złota medalistka igrzysk śródziemnomorskich w 2013. Zdobyła trzy medale na Uniwersjadzie w 2009 i 2011. Wygrała ME U-23 w 2008. Trzecia na ME juniorów w 2005. Mistrzyni Francji w 2013 roku.